# ホエア・ノー・ライフ・ドウェルズ
『ホエア・ノー・ライフ・ドウェルズ』（Where No Life Dwells）は、スウェーデンのデスメタルバンド、アンリーシュドによるデビューアルバムである。
1991年にセンチュリー・メディア・レコードよりリリースされた。

## 収録曲
1. "Where No Life Dwells"   – 0分47秒
2. "Dead Forever"  – 3分00秒
3. "Before the Creation of Time"  – 3分49秒
4. "For They Shall Be Slain"  – 3分20秒
5. "If They Had Eyes"  – 3分52秒
6. "The Dark One"  – 3分39秒
7. "Into Glory Ride"  – 3分21秒
8. "...And the Laughter Has Dies"  – 3分22秒
9. "Unleashed"  – 3分25秒
10. "Violent Exstacy"  – 3分13秒
11. "Where Life Ends"  – 4分59秒